# The Immigrants
A The Immigrants egy pécsi alternatív rockegyüttes, amelyet 2011 tavaszán Badric Adorio énekes basszusgitáros, Süveges Dominik gitáros és Sápi Szabolcs gitáros alapított Pécsen. 2011 őszén csatlakozott Károlyfi Balázs dobos a zenekarhoz, ahonnan a The Immigrants aktív működésének kezdetét számolják. Az együttes 2012-től vált ismertté Magyarországon, miután bekerült a Csillag születik 2012-es szériájának döntőjébe. A The Immigrants 2013 januárjában jelentette meg első Best Of Immigrants névre hallgató lemezét, amely azóta Európa több országába is eljutott.

## Az együttes története

### A Kezdetek
A The Immigrants, az akkor még 17 éves Badric Adorio és a vele egyidős Süveges Dominik agyából pattant ki 2011 tavaszán. Néhány jól sikerült próba után egyértelmű volt a cél: a zenekart bővíteni kell. Nem sokkal később csatlakozott hozzájuk Sápi Szabolcs, aki fiatal kora (16) ellenére hamar megmutatta a benne rejlő tehetséget. Az ideális dobos megtalálása már több időt vett igénybe, de végül a magyar Iwiw közösségi portálon összetett keresést alkalmazva, a "magamról" rovatban feltüntetett "dobolok" jellemző-re keresve, felbukkant Károlyfi Balázs neve, akit néhány hónapos unszolás után sikerült megnyerni.

### Paranoia, Mira és a Hy Little Honey
2011 őszétől az együttes újabb és újabb számai futószalagon érkeztek. Az ötletekben gazdag lelkes munka gyümölcse a zenekar első EP-je, amelyre három szám került. A Paranoia, Mira és Hy Little Honey novemberben jelentek meg. Ugyanebben a hónapban nyerte meg a Paksi Pop-rock Jazz tehetetségkutatójának legjobb énekes különdíját, amelyet a közönség ítélt oda Adorionak.

### Immigrants a Csillag születik-ben
Süveges Dominik barátnője a formációt tudta nélkül nevezte 2012-es Csillag születik-be, azonban Dominik iskolai kötelezettségeiből adódóan a zenekar trióban jelent meg az első válogatáson és önállósították magukat. A továbbjutás megpecsételte a zenekar jövőbeli felállását, így legtöbben három tagúnak ismerték meg az Immigrantset. 2012. március 24-én mutatkoztak be először országszerte, több mint 2 millió tévénéző előtt. A zsűri döntése alapján egyenes ágon jutottak a selejtezőből az élő adásokba. A hét élő adásból a harmadikban estek ki, de több tekintetben történelmet írtak a Csillag születik szériák történetében. Az első lényeges változást az élő adásban való részvételük jelentette, hiszen zenekari formáció semelyik korábbi Csillag születikben nem jutott el élő adásig. Az Immigrants másik jelentős hatása, hogy a zenekar két saját dalt (Mira; Never Forgetting This Town) is előadott, míg korábban előttük senki. A Never Forgetting This Town előadásának különleges pikantériája, hogy a szám csupán előadása előtt egy héttel íródott, a zenekar mégis úgy döntött előadja élőben 2 millió ember előtt. A döntésük a korábbi adásokhoz képest sokkal magasabb zsűri pontozást hozott, ám ennek ellenére véget ért számukra a verseny.

### Élet a Csillag születik után
A Csillag születik előtt néhány fellépéssel rendelkező, ám színpadi tapasztalatokban korán sem szegény zenekart a kiesés után várták az igazi kihívások. 2012 nyarán felléptek a Ponthatár Partin több ezer ember, illetve műsoridőben a szintén pécsi 30Y előtt. A fellépés után a két zenekar megkezdte együttműködést. „A 30Y hatással volt a The Immigrants munkásságára is, ezért nagyon örültünk mikor tetszett nekik a zenénk és meghívtak minket néhány őszi turnéállomásukra!” – mondta Badric Adorio a 30Y-nal való közös turnézás kapcsán.
A 2012-es nyári koncertek közt ott volt még a Bajai Sziget Kavalkád és az Ördögkatlan is.

### Best of Immigrants– a bemutatkozó album
A 30Y-os turné után az együttes elegendő számmal rendelkezett egy második EP elkészítéséhez. A lemezfelvételt végül Belgrádban Adorio nagybácsija, Vladimir Markovic, a szerb Pressing gitárosa segítségével készítették el a Dobro Polje stúdióban, ahol korábban Sting is megfordult. A lemez producere Takács Béla (Művésznevén Takács Béláné), aki a 2011-es EP-t is készítette, a 7 új szám elkészítése mellett, az EP számait is újrakeverte, így lett az eredetileg 7 számos 2. EP-ből, egy 10 számos bemutatkozó album, a Best Of Immigrants. "– Az eddigi legjobb dalokból!" – ahogyan azt a zenekar mondani szokta. Az album 2013. január 25-én jelent meg független kiadásban és a zenekar honlapján meg is hallgatható: http://www.theimmigrants.hu/bestof.html%5B%5D

### Smiles Around Midnight
Az album nem terjedt el széles körökben, csupán lokális szinten, viszont az album nyitó számára, a Smiles Around Midnight-ra felfigyelt az országosból pécsivé vált Rádió1, akik azóta rendszeresen játsszák illetve támogatják a formációt. A zenekar 2013 augusztusában forgatta le a szám videóklipjét, amely október 2013. október 2-án jelent meg. A videóklipet Európában egyedi módon egy, a pécsi belvárosban mozgó busszal népszerűsítették, amelyen élőben zenéltek az eseményen részt vevő egyetemistáknak.

## Zenei Stílus

### Hatások
A The Immigrants zeneszerzési procedúrájába minden zenekartag egyenlő arányban szól bele, így minden tag zenei ízlése alapjaiban meghatározza a végül kialakuló számot. A legjelentősebb hatással a The Killers, Kings of Leon, Muse, The Police, Red Hot Chili Peppers, Foals, U2, Coldplay The Mars Volta, The Beatles, Cake, Radiohead, The Strokes, Led Zeppelin, Kispál és a Borz, 30Y zenekarok voltak.
Az új, 2013-ban készült számok már sok tekintetben elütnek a Best of Immigrants számaitól keverve az Alternatív rock és az Indie rock világát a Funk, Jazz, Hiphop és a Pop elemeivel.

## Diszkográfia
- Debut EP (2011)
- Best of Immigrants (2013)
- I Need Help (2016)